# Monkey River
Der Monkey River ist ein rund 60 Kilometer langer Fluss im mittelamerikanischen Belize.
Er entspringt in den Maya Mountains in der Provinz Toledo nahe der Grenze zu Guatemala und fließt ostwärts Richtung Karibisches Meer und mündet bei Monkey River Town in den Golf von Honduras. Der Monkey River hat große Bedeutung für das nachgelagerte Belize Barrier Reef, indem viele Fische und andere Lebewesen vom vermischten Meereswasser mit dem klaren Wasser des Flusses profitieren.
In der Nähe des Monkey Rivers befinden sich die Mayaruinen Lubaantun und Nim Li Punit, am Unterlauf durchfließt der Fluss den Payne’s Creek National Park.